# Міфепристон
Міфепристон — синтетичний стероїдний антипрогестагенний лікарський засіб, що не має гестагенну активність. Використовується як екстрений контрацептив, для медикаментозного аборту на ранніх термінах (переривання небажаної вагітності та вагітності, що не розвивається), а також для індукції пологів при доношеній вагітності, в малих дозах.
Міфепристон повинен поставлятися тільки в лікувальні медичні заклади.
У 2005 році близько 26 мільйонів жінок використовували міфепристон з мізопростолом для переривання вагітності, як у медичному закладі, так і вдома.

## Опис
Міфепристон почав застосовуватися для переривання вагітності з 1988 року в Китаї і Франції. У США міфепристон, що випускається під торговою маркою «Міфепрекс» (англ. Mifeprex), був зареєстрований (дозволений FDA до застосування) у 2000 році. У квітні 2019 року FDA дозволила до застосування перший дженерик Міфепрекса, випущений GenBioPro, Inc. під назвою «Міфепристон» (англ. Mifepristone).

## Фармакологічні властивості

### Фармакодинаміка
Міфепристон блокує прогестеронові рецептори, підвищує скоротливу здатність міометрію, стимулює вивільнення інтерлейкіну-8 у хориодецидуальних клітинах, підвищуючи чутливість міометрію до простагландинів. Це сприяє вигнанню плодового яйця з порожнини матки. Для посилення ефекту разом з міфепристоном застосовують простагладини.
Метаболізується в печінці шляхом деметилювання з утворенням трьох метаболітів.

### Фармакокінетика
Максимальна концентрація 1,98 мг/л препарату в крові після прийому 600 мг міфепристону досягається через півтори години. Абсолютний біорезерв дорівнює 69 %. У плазмі міфепристон на 98 % зв'язується з плазматичними протеїнами: альфа-глікопротеїном і альбуміном. 90 % виводиться через кишечник, решта — нирками. Виведення спочатку відбувається повільно, концентрація зменшується у 2 рази між 12-72 годинами), потім швидше. Період напіввиведення становить 18 годин. На 11 добу в крові не виявляється.
В період лактації міфепристон може проникати у грудне молоко.

## Ефективність і безпека
Ефективність і безпека міфепристону підтверджена клінічними дослідженнями. У всіх випадках застосування препарату вагітність була перервана, пацієнтки задоволені результатом у більшості випадків (від 72 до 99 % у різних дослідженнях). Незадоволеність частини пацієнток викликана побічними ефектами. При використанні з дотриманням протоколу застосування препарат високоефективний і безпечний для переривання вагітності аж до 63 днів до її початку.
На 2009 рік регуляторному органу США (FDA) було відомо про 12 випадків смертей після медикаментозних абортів з застосуванням комбінації аналога простагландину і міфепристону, 8 таких випадків — у США, з яких п'ять пов'язані з інфекціями, і один з цих п'яти — з ектопічною вагітністю. Дві з восьми смертей точно не пов'язані з міфепристоном. Один випадок ще розслідувався і навряд чи був пов'язаний з прийомом препарату. Чотири з п'яти випадків інфекції були викликані клостридією Сорделли (лат. Clostridium Sordellii), п'ятий — Clostridium perfringens, причому жінка займалася самолікуванням — самовільно ввела собі у вагіну 800 мкг мізопростолу, що не було передбачено протоколом прийому препаратів, а було прямим порушенням.

## Побічна дія
Головний біль; нудота, блювання, діарея (ці побічні ефекти часто спостерігаються при застосуванні простагландинів); спазми травного тракту (слабкі або помірної тяжкості); реакції гіперчутливості, зокрема шкірні висипання; кропив’янка, еритродермія, вузликова еритема, токсичний епідермальний некроліз; ангіоневротичний набряк; інфекції після аборту; підозрювані або підтверджені інфекції (ендометрит, запальні захворювання тазових органів); повідомлялося про поодинокі випадки розвитку серйозного або навіть летального інфекційно-токсичного шоку, спричиненого патогенними мікроорганізмами Clostridium sordellii endometritis та Escherichia coli (з пропасницею та іншими очевидними симптомами розвитку інфекції або без них); артеріальна гіпотензія; нездужання, вагусні симптоми (гарячі припливи, запаморочення, озноб), пропасниця; скорочення матки або спазми протягом декількох год після застосування простагландинів; інтенсивна маткова кровотеча, яка у 0-1,4% випадків вимагає гемостатичного кюретажу; при перериванні вагітності за медичними показаннями у II триместрі, а також індукції пологів при внутрішньоутробній загибелі плода у III триместрі вагітності були відзначені випадки розриву матки після застосування простагландинів (переважно у жінок, які народили кількох дітей, а також жінок з рубцем на матці після кесаревого розтину); кров’янисті виділення зі статевих шляхів, порушення менструального циклу; спазми у животі; відчуття дискомфорту внизу живота, слабкість, нездужання, гіпертермія, синдром токсичного шоку, болючість молочних залоз.

## Застосування
1. У дозі 600 мг у комбінації з простагландинами використовується для медикаментозного аборту (штучного переривання вагітності) на ранніх термінах з ефективністю 98 %. (Для посилення ефекту застосовують синтетичний аналог простагладину мізопростол у дозі 400 мкг.)[4].
2. У дозі 200 мг у комбінації з мізопростолом — для медикаментозного переривання вагітності на будь-якому терміні з ефективністю 98 %.
3. В дозі 200 мг двічі — для індукції пологів при доношеній вагітності[4].
4. У дозі 50 мг для лікування міоми матки.
5. В дозі 10 мг — для екстреної контрацепції з ефективністю 99 %.

Застосування під час вагітності веде до загибелі плодового яйця, відторгнення ендометрію і розкриття шийки матки протягом 48 годин після прийому медикаменту. За стандартною схемою після міфепристону пацієнтка приймає препарат простагландину через 36-48 годин, завдяки чому відбувається скорочення матки і запускається механізм переривання вагітності. Міфепристон діє протягом всієї вагітності, однак застосування препарату на більш пізніх термінах вагітності (після 12 тижнів) можливо тільки за медичними або соціальними показаннями.
Прийом препарату проводиться в присутності лікаря, пацієнтка повинна перебувати під медичним наглядом не менше 2 годин після прийому міфепристону. Через 8-14 днів необхідно пройти клінічне обстеження, в тому числі УЗД матки, щоб переконатися в повному вигнанні плоду. При відсутності ефекту (неповний аборт, вагітність триває) на 14 день необхідно виконати переривання вагітності іншим методом (хірургічний аборт, вакуум-аспірація, дилатація та кюретаж, дилатація та евакуація).

### Показання
Переривання маткової вагітності. Підготовка та індукція пологів при доношеній вагітності.

### Протипоказання
Загальні протипоказання
Недостатність надниркових залоз, печінки або нирок; порфірія; тривалий прийом глюкокортикостероїдів; анемія; кахексія; тяжка форма бронхіальної астми; запальні захворювання статевих органів; міома матки великих розмірів; порушення гемостазу і лікування коагулянтами; тяжка екстрагенітальна патологія; паління у віці старше 35 років.
Протипоказання при перериванні вагітності
Позаматкова вагітність; присутність внутрішньоматкового контрацептиву в матці; протипоказання проти застосування мізопростолу.
Протипоказання при підготовці та індукції пологів
Гестоз тяжкого ступеня; прееклампсія та еклампсія; тяжкі форми гемолітичної хвороби плода; кров'янисті вагінальні виділення неясної етіології; недоношена або переношена вагітність; передлежання плаценти, відшарування плаценти; протипоказання проти природних пологів (аномальне положення плоду та інші).

### Особливі вказівки
Застосовується з обережністю у разі міоми матки, артеріальній гіпертензії, порушеннях серцевого ритму, бронхіальній астмі, хронічній обструктивній хворобі легенів.